# Filippo di Brabante
Filippo di Brabante, o Filippo di Borgogna o Filippo di Saint-Pol (in francese Philippe de Saint-Pol ou de Brabant ou de Bourgogne) (25 luglio 1404 – Lovanio, 4 agosto 1430), è stato conte di Saint-Pol e di Ligny dal 1415, e poi duca di Brabante, e di Limburgo dal 1427 fino alla sua morte.

## Origine
Filippo era figlio del conte di Rethel e futuro duca di Brabante, e duca di Limburgo, Antonio di Borgogna e della moglie Giovanna di Lussemburgo († 1407), figlia di Valerano III di Lussemburgo-Ligny, conte di Saint-Pol e di Ligny, e di Maud Holland, come conferma il Ægidii de Roya Annales Belgici (non consultato). Antonio di Borgogna, secondo il Iohannis de Thilrode Chronicon, era figlio del duca di Borgogna, Filippo II l'Ardito e dell'erede delle contee di Fiandra, di Nevers, di Rethel, di Borgogna e d'Artois, e pretendente dei ducati di Brabante e Limburgo, Margherita di Male, che, ancora secondo il Iohannis de Thilrode Chronicon, era figlia del Conte di Nevers (Luigi III), Conte di Rethel (Luigi III), Signore di Mechelen e Conte di Fiandra, Luigi II di Male (1330–1384), e dalla moglie pretendente dei ducati di Brabante e Limburgo, Margherita del Brabante (1323-1368), figlia del duca di Brabante e Limburgo, Giovanni III, e di Maria d'Évreux, come ci conferma la Oude Kronik van Brabant (non consultata) ed il Trophees tant sacres que profanes de la duché de Brabant ..., Volume 1.
Filippo era anche il nipote di Giovanni Senza Paura (Duca di Borgogna, Conte della Franca Contea di Borgogna, dell'Artois e delle Fiandre).

## Biografia

Blasone dei Duchi del Brabante della terza dinastia di Borgogna.

Suo padre, Antonio, aveva preso parte alla battaglia di Azincourt, del 24 ottobre 1415, dove fu fatto prigioniero e il giorno dopo fu ucciso insieme ad altri francesi prigionieri come lui.

In seguito alla morte del padre ereditò, ancora undicenne, le contee di Saint-Pol e di Ligny, mentre suo fratello, Giovanni, ancora dodicenne, divenne Giovanni IV, Duca di Brabante, e duca di Limburgo, e venne messo sotto tutela dallo zio, Giovanni Senza Paura.
Ancora giovane, Filippo partecipo alla lotta contro gli armagnacchi, entrando nelle file dei borgognoni e, nel 1417, prese parte alla marcia su Parigi condotta da suo zio, Giovanni Senza Paura. Dopo la conquista di Parigi da parte dei borgognoni, suo zio Giovanni, lo nominò governatore militare della città col titolo di capitano di Parigi.

Suo fratello, Giovanni, nel 1418, aveva sposato la cugina (il papà di Giovanni, Antonio di Borgogna, era fratello della mamma di Giacomina, Margherita di Borgogna), Giacomina di Wittelsbach o di Baviera, che, secondo il continuatie III della Chronologia Johannes de Beke, era figlia ed unica erede del duca di Baviera-Straubing, conte d'Olanda e Zelanda e conte d'Hainaut, Guglielmo II e della moglie, Margherita di Borgogna, che era da poco vedova,: infatti Giacomina, nel 1415, aveva sposato, in prime nozze, il Delfino di Francia, Giovanni di Valois, duca di Turenna (1398-1417).
Nel 1420 fu richiamato nel ducato del Brabante a causa del mal governo del ducato da parte di suo fratello, Giovanni IV e fu nominato reggente; Filippo tenne la reggenza per circa due anni, poi riconsegnò il ducato al fratello.
Poi, dal 1424, Filippo partecipò al conflitto che, per il governo delle contee di Hainaut, d'Olanda e di Zelanda, oppose suo fratello, Giovanni IV di Brabante, alla propria moglie, Giacomina di Wittelsbach o di Baviera ed al suo terzo marito, Umfredo, duca di Gloucester, il fratello minore del Re d'Inghilterra, Enrico V: infatti suo fratello, Giovanni IV, nel 1420 circa, era stato abbandonato dalla moglie, Giacomina di Wittelsbach o di Baviera, che si era rifugiata a Calais e poi da lì era andata in Inghilterra e aveva chiesto l'annullamento del matrimonio per consanguineità col marito Giovanni IV e aveva sposato, in terze nozze, Umfredo. La spedizione fu un fallimento e ben presto infatti, Umfredo, dovette rinunciare a quest'impresa ed ai desideri della moglie.
Dopo che il cugino, il nuovo duca di Borgogna, Filippo III il Buono, intervenuto nel conflitto in aiuto di Giovanni IV, nel 1426, aveva sconfitto il Gloucester a Brouwershaven in Zelanda, Filippo, all'inizio del 1427, avrebbe voluto recarsi in Oriente a combattere contro i Turchi, quando, alla morte del fratello, Giovanni IV di Brabante, il 17 aprile di quell'anno morì, senza discendenti diretti. I ducati di Brabante e Limburgo andarono a Filippo, mentre le contee di Hainaut, d'Olanda e di Zelanda, furono amministrate da Filippo III, che nel 1428, col trattato di Delft del 3 luglio 1428 detto "La Riconciliazione di Delft" tra Giacomina e Filippo. Grazie a questo trattato, Giacomina mantenne i propri titoli di Contessa d'Olanda, Zelanda e Hainaut, ma l'amministrazione di questi territori doveva essere mantenuta da Filippo III il Buono, che venne nominato anche suo erede qualora ella fosse morta senza eredi, come avvenne.
Filippo di Saint-Pol, dopo aver ereditato i ducati del Brabante e del Limburgo, fece alcune concessioni alla nobiltà, nel 1428 ed essendo diffidente, nei confronti del cugino, Filippo III il Buono, si avvicinò al Delfino di Francia, Carlo, e alla sua famiglia di adozione, la famiglia dei d'Angiò, fidanzandosi con Iolanda d'Angiò (Arles, 1412 – 1440), figlia di Luigi II d'Angiò e di Iolanda di Aragona. Ma prima di arrivare al matrimonio, Filippo all'improvviso morì, il 4 agosto 1430.
Alla morte di Filippo, senza eredi legittimi, i ducati di Brabante e di Limburgo, nonostante le rivendicazioni dell'Imperatore del Sacro Romano Impero, Sigismondo di Lussemburgo, passarono al cugino, Filippo III il Buono, mentre le contee di Saint-Pol e di Ligny, andarono ad una prozia, la sorella di sua madre, Giovanna di Lussemburgo-Saint-Pol. La fidanzata di Filippo invece si sposò, l'anno dopo (1431, Nantes), Francesco I, duca di Bretagna.

## Discendenza
Filippo non si sposò, ma da un'amante, Barbara Fierens, ebbe cinque figli illegittimi (bastardi di Brabante):
- Antonio (? - 1498)
- Filippo (? - 1465), barone di Cruybeke, sposò, nel 1463, Anna di Baenst (†1485)
- Giovanni (? - 1495), vescovo di Soissons
- Guglielmo (? - dopo il 1454),
- Isabella, sposò Filippo di Vieville

## Ascendenza
|                                   |                            |                                             | Genitori                              |  |  | Nonni |  |  | Bisnonni               |  |  | Trisnonni             |  |
|                                   |                            |                                             |                                       |  |  |       |  |  | Giovanni II di Francia |  |  | Filippo VI di Francia |  |
|                                   |                            |                                             |                                       |  |  |       |  |  | Giovanni II di Francia |  |  | Filippo VI di Francia |  |
|                                   |                            | Giovanna di Borgogna                        |                                       |  |  |       |  |  | Giovanni II di Francia |  |  |                       |  |
| Filippo II di Borgogna            |                            |                                             |                                       |  |  |       |  |  | Giovanni II di Francia |  |  |                       |  |
|                                   |                            | Bona di Lussemburgo                         | Giovanni I di Lussemburgo             |  |  |       |  |  |                        |  |  |                       |  |
|                                   |                            | Bona di Lussemburgo                         | Giovanni I di Lussemburgo             |  |  |       |  |  |                        |  |  |                       |  |
|                                   |                            | Bona di Lussemburgo                         | Elisabetta di Boemia                  |  |  |       |  |  |                        |  |  |                       |  |
| Antonio di Brabante               |                            | Bona di Lussemburgo                         |                                       |  |  |       |  |  |                        |  |  |                       |  |
|                                   |                            | Luigi II di Fiandra                         | Luigi I di Crécy                      |  |  |       |  |  |                        |  |  |                       |  |
|                                   |                            | Luigi II di Fiandra                         | Luigi I di Crécy                      |  |  |       |  |  |                        |  |  |                       |  |
|                                   |                            | Luigi II di Fiandra                         | Margherita I di Borgogna              |  |  |       |  |  |                        |  |  |                       |  |
| Margherita III delle Fiandre      |                            | Luigi II di Fiandra                         |                                       |  |  |       |  |  |                        |  |  |                       |  |
|                                   |                            | Margherita di Brabante, contessa di Fiandra | Giovanni III del Brabante             |  |  |       |  |  |                        |  |  |                       |  |
|                                   |                            | Margherita di Brabante, contessa di Fiandra | Giovanni III del Brabante             |  |  |       |  |  |                        |  |  |                       |  |
|                                   |                            | Margherita di Brabante, contessa di Fiandra | Maria d'Évreux                        |  |  |       |  |  |                        |  |  |                       |  |
| Filippo I di Brabante             |                            | Margherita di Brabante, contessa di Fiandra |                                       |  |  |       |  |  |                        |  |  |                       |  |
|                                   | Guido di Lussemburgo-Ligny | Giovanni I di Lussemburgo-Ligny             |                                       |  |  |       |  |  |                        |  |  |                       |  |
|                                   | Guido di Lussemburgo-Ligny | Giovanni I di Lussemburgo-Ligny             |                                       |  |  |       |  |  |                        |  |  |                       |  |
|                                   | Guido di Lussemburgo-Ligny | Alice di Dampierre                          |                                       |  |  |       |  |  |                        |  |  |                       |  |
| Valerano III di Lussemburgo-Ligny | Guido di Lussemburgo-Ligny |                                             |                                       |  |  |       |  |  |                        |  |  |                       |  |
|                                   |                            | Matilde di Châtillon                        | Giovanni di Châtillon-Saint-Pol       |  |  |       |  |  |                        |  |  |                       |  |
|                                   |                            | Matilde di Châtillon                        | Giovanni di Châtillon-Saint-Pol       |  |  |       |  |  |                        |  |  |                       |  |
|                                   |                            | Matilde di Châtillon                        | Giovanna di Fiennes                   |  |  |       |  |  |                        |  |  |                       |  |
| Giovanna di Lussemburgo-Ligny     |                            | Matilde di Châtillon                        |                                       |  |  |       |  |  |                        |  |  |                       |  |
|                                   |                            | Thomas Holland                              | Robert Holland                        |  |  |       |  |  |                        |  |  |                       |  |
|                                   |                            | Thomas Holland                              | Robert Holland                        |  |  |       |  |  |                        |  |  |                       |  |
|                                   |                            | Thomas Holland                              | Maud la Zouche                        |  |  |       |  |  |                        |  |  |                       |  |
| Maud Holland                      |                            | Thomas Holland                              |                                       |  |  |       |  |  |                        |  |  |                       |  |
|                                   |                            | Giovanna di Kent                            | Edmondo Plantageneto, I conte di Kent |  |  |       |  |  |                        |  |  |                       |  |
|                                   |                            | Giovanna di Kent                            | Edmondo Plantageneto, I conte di Kent |  |  |       |  |  |                        |  |  |                       |  |
|                                   |                            | Giovanna di Kent                            | Margaret Wake                         |  |  |       |  |  |                        |  |  |                       |  |
|                                   |                            | Giovanna di Kent                            |                                       |  |  |       |  |  |                        |  |  |                       |  |

### Fonti primarie
- (LA)  Monumenta Germaniae Historica, Scriptores, tomus XXV.
- (LA)  Chronologia Johannes de Bek.

### Letteratura storiografica
- A. Coville, Francia: armagnacchi e borgognoni (1380-1422), cap. XVII, vol. VI (Declino dell'impero e del papato e sviluppo degli stati nazionali) in: Storia del Mondo Medievale, 1999, pp. 642–672.
- Henry Pirenne, I Paesi Bassi, cap. XII, vol. VII (L'autunno del Medioevo e la nascita del mondo moderno) in: Storia del Mondo Medievale, 1999, pp. 411–444.
- K.B. Mc Farlane, Inghilterra; i re della casa di Lancaster, 1399-1461, cap. XIII, vol. VII (L'autunno del Medioevo e la nascita del mondo moderno) in: Storia del Mondo Medievale, 1999, pp. 445–508.
- (FR)  Trophées tant sacrés que profanes du duché de Brabant.